# Burgholzbach
Der Burgholzbach ist ein 3,335 Kilometer langer Zufluss der Wupper im Staatsforst Burgholz im Wuppertaler Stadtteil Cronenberg. Ein früherer Name ist Diepenbach.

## Lage und Beschreibung
Der Burgholzbach prägt mit seinem tiefen Tal das Kerngebiet des Burgholzes. Er entspringt in 284 m ü. NN nahe dem Freibad Neuenhof im Cronenberger Ortsteil Küllenhahn, fließt in westlicher Richtung am Burggrafenberg vorbei und mündet nach 3,335 km auf 120 m ü. NN in der Wupper. Das Freibad wird von der nahe gelegenen Wuppertaler Müllverbrennungsanlage mit Wärme versorgt, so dass es ganzjährig genutzt werden kann.
Am Burgholzbach befinden sich Stauteiche, die Wasser für den Antrieb von Hammerwerken und Schleifkotten aus der Zeit der Frühindustrialisierung bereithielten. Bis 2009 noch erhalten war der Nöllenhammer, bei dem sich auch das Cronenberger Wasserwerk, bestehend aus fünf Brunnen und einem Pumpwerk, befand. Von dem 1607 gegründeten Kremershammer kurz vor der Mündung des Burgholzbachs in die Wupper sind nur noch die Grundmauern erhalten. Vom Bremershammer, dem Plätzershammer, dem Evertshammer und dem Nöllenkotten sind dagegen kaum noch Spuren zu finden. Insgesamt gab es am Bachlauf vier Hammerwerke und zwei Schleifkotten.
Auf einem Bergsporn zwischen dem Bach und der Wupper befand sich die frühmittelalterliche Ringwallanlage Burggraben.
|  |  |